# Tillandsia thyrsigera
Tillandsia thyrsigera är en gräsväxtart som beskrevs av Charles Jacques Édouard Morren och John Gilbert Baker. Tillandsia thyrsigera ingår i släktet Tillandsia och familjen Bromeliaceae. Inga underarter finns listade i Catalogue of Life.